# Moieciu
Moieciu [ˈmoietʃiu] (deutsch Moesch, ungarisch Moécs) ist eine aus sechs Dörfern bestehende Gemeinde im Kreis Brașov in der Region Siebenbürgen in Rumänien. Sitz der Gemeinde ist Moieciu de Jos.

## Geographische Lage

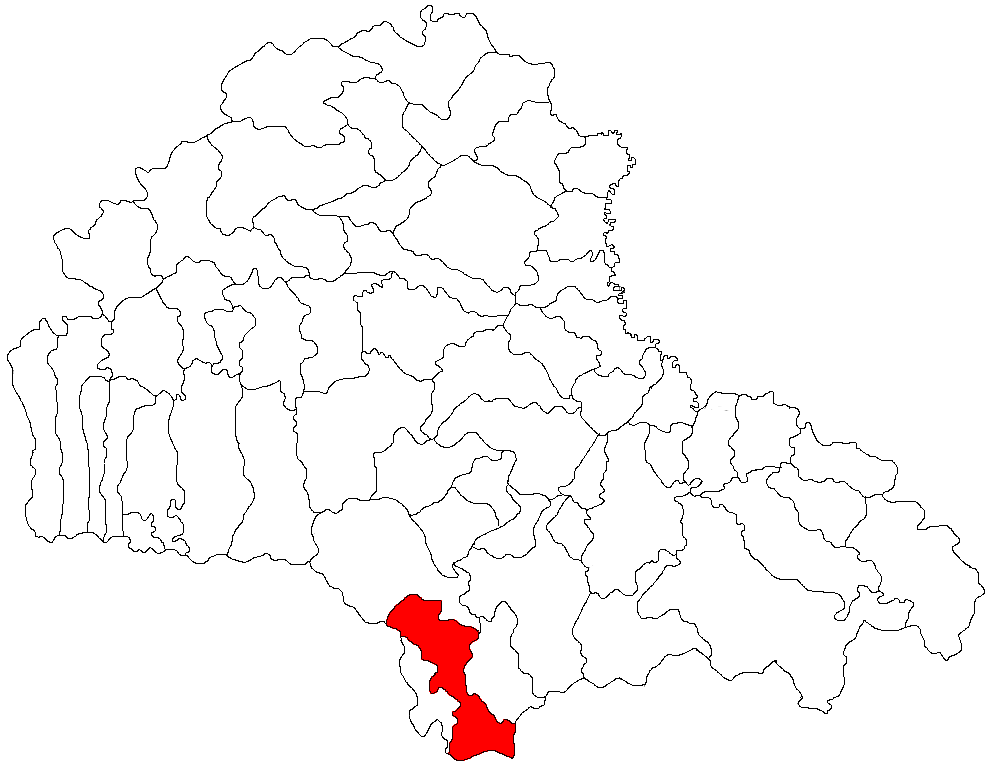
Lage der Gemeinde Moieciu im Kreis Brașov

Moieciu liegt im äußersten Südosten Siebenbürgens. Westlich der Gemeinde befindet sich das Piatra-Craiului-, östlich das Bucegi-Gebirge. Moieciu de Jos liegt an der Nationalstraße DN73 zwischen Brașov (Kronstadt) und Pitești, welche hier Teil der Europastraße 574 ist. Es bestehen Busverbindungen nach Brașov. Der nächste Bahnhof befindet sich in etwa zehn Kilometer Entfernung in der Stadt Zărnești an der Bahnstrecke Brașov–Zărnești.
Wenige Kilometer nördlich liegt das bekannte Schloss Bran.

## Geschichte
Moieciu de Jos wurde nach unterschiedlichen Angaben 1713 oder 1405 erstmals urkundlich erwähnt. Es war ein Dorf rumänischer Bauern und Viehhirten. Nachdem Moieciu bis zum Ende des Ersten Weltkrieges zum Königreich Ungarn, zum Fürstentum Siebenbürgen bzw. zu Österreich-Ungarn gehört hatte, ist es seitdem ein Teil des Staates Rumänien.
Heute pendelt ein Teil der Bewohner zur Arbeit nach Brașov oder andere Städte der Umgebung. Eine wachsende Rolle spielt der Tourismus.

## Bevölkerung
Seit den ersten Volkszählungen in Siebenbürgen ist die Gemeinde als überwiegend von Rumänen bewohnt ausgewiesen. Im Jahr 1850 wurden 3403 Einwohner, davon 3282 Rumänen, registriert. Seit dem Höhepunkt im Jahr 1977 (5763 Einwohner) nahm die Bevölkerungszahl ab. 2002 bezeichneten sich von den damals 4784 Bewohnern der Gemeinde 4780 als Rumänen, je zwei als Ungarn und Rumäniendeutsche. 2011 wurden von den 4892, 4755 Rumänen, drei Rumäniendeutsche und restliche Personen ohne Angabe zu ihrer Ethnie registriert.
Im verkehrsgünstig gelegenen Dorf Moieciu de Jos selbst blieb die Einwohnerzahl in den letzten Jahrzehnten weitgehend stabil. 2002 wurden 2082 Bewohner (2080 Rumänen und 2 Ungarn) registriert.

## Sehenswürdigkeiten
- Im Gemeindezentrum die Kirche Sfântul Nicolae, 1761 errichtet,[7] steht unter Denkmalschutz.[8]
- Im eingemeindeten Dorf Cheia die Kirche Adormirea Maicii Domnului 1813 errichtet,[9] steht unter Denkmalschutz.[8]
- Auf dem Areal des eingemeindeten Dorfes Drumul Carului, an der Europastraße 574 bei Kilometer 39,6 zwischen Brașov und Câmpulung – bei den Einheimischen La Cetate („Grădiște“) genannt – befinden sich Reste eines Römischen Militärlagers. Auch diese werden durch den Denkmalschutz bewahrt.[8] Die Holzkirche Nașterea Maicii Domnului nach 1990 errichtet.[10]
- Moieciu ist auch Ausgangspunkt für Wanderungen in das Piatra Craiului- und das Bucegi-Gebirge. Das Gemeindegebiet liegt innerhalb der Nationalparkgrenzen beider Gebirge.